# Philadelphia (kaas)
Philadelphia is een type roomkaas, die wordt gebruikt in warme en koude gerechten.

## Geschiedenis
In 1872 ontwikkelde de Amerikaanse arts William Lawrence een nieuw soort roomkaas. Acht jaar later, in 1880, kreeg dit product de naam Philadelphia, genoemd naar de Amerikaanse stad Philadelphia die destijds bekendstond om zijn kwalitatief goede en zuivere producten.
De kaas werd aanvankelijk gedistribueerd door het verpakkingsbedrijf Empire Company. Dit bedrijf werd in 1903 gekocht door de Phenix Cheese Company of New York. In 1928 werd het bedrijf samengevoegd met Kraft Cheese.
In de jaren zeventig van de twintigste eeuw begon Philadelphia de productie uit te breiden naar Midden-Amerika (Venezuela, Mexico) en naar de Europese markt (Groot-Brittannië, Duitsland, Italië). Later volgden geleidelijk andere Europese landen. Vanaf 1974 werden naast het standaardproduct ook andere smaakvariaties ontwikkeld.

## Toepassing
Een bekend product waarvoor Philadelphia-roomkaas als grondstof wordt gebruikt is de uit de Amerikaanse stad Philadelphia afkomstige zoete gebaksoort cheesecake. Verder kan deze roomkaas worden verwerkt in salades, sauzen, soepen en cocktails.